# Glàndula sebàcia
Les glàndules sebàcies són situades a la dermis i estan formades per cèl·lules plenes de lípids que es desenvolupen embriològicament durant el quart mes de gestació, com una gemmació epitelial del fol·licle pilós.
Aquesta glàndula es caracteritza per sintetitzar el sèu, una substància lipídica que té com a funció lubricar i protegir la superfície de la pell.
Són glàndules alveolars compostes, i les cèl·lules secretores d'aquestes glàndules acumulen sèu en forma de gotes que omplen tota la cèl·lula, lliurant-les de cop al canalicle pilós 
tot desapareixent la cèl·lula. Es tracta doncs d'una secreció holocrina. Els nuclis 
van desapareixent tot aproximant-se al canalicle de secreció.